# Carlos Camy
Carlos Daniel Camy Antognazza (nacido el 9 de septiembre de 1970) es un político uruguayo perteneciente al Partido Nacional.

## Biografía
Presidente del sector Alianza Nacional es oriundo de San José.
Ocupó un escaño como senador suplente desde 2005 a 2010.  Entre 2010 y 2013 se desempeñó como director de ANCAP; posteriormente pasa al directorio de la Corporación Nacional para el Desarrollo.
En 2015, Camy asume la banca de Senador de la República por toda la legislatura hasta 2020. En marzo de 2019 es electo 2º Vicepresidente del Senado.
Fue electo nuevamente como Senador de la República en la Elección de 2019 y 2024 cargo que desempeña actualmente.